# 조지아의 국호
조지아(캅카스에 있는 나라)는 한국에서는 흔히 "그루지야"로 불리던 나라의 타칭 지명으로, 자칭 지명은 사카르트벨로(საქართველო)이다. 이 타칭 지명은 그리스어로 "농부"라는 뜻을 가진 단어인 "게오르기오스"나 기독교 성인 성 게오르기우스(제오르지오, 조지) 또는 조지아인을 이르는 고대 페르시아어 낱말 등에서 비롯되었다고 설명된다. 원래 이름인 '사카르트벨로'는 중부 조지아의 카르틀리 지방에서 비롯된 말로서, 이 지방은 중세 초에 조지아의 정치, 문화적 통일이 형성된 곳이다.

## 자칭 지명
조지아의 원래 이름은 사카르트벨로(조지아어: საქართველო)이다. 이 낱말은 두 부분으로 나뉘는데, 어근인 카르트벨리(단수형 ქართველ-ი)는 원래 중부 조지아의 카르틀리 지방(고대나 비잔티움 제국 문헌에서는 이베리아로 표현)의 주민들을 이르는 말이었다. 9세기 초 카르틀리의 뜻은 같은 종교, 문화, 언어를 공유하는 중세의 주변 조지아 지방까지 확대된다. 조지아어 접사 'sa-X-o'는 'X가 사는 지역'을 뜻하는데, 여기서 X는 민족의 이름을 뜻한다.
'사카르트벨로'가 처음으로 언급된 것은 Pseudo-Jaunsher의 서기 800년경 조지아 연대기이다. 200여년 뒤에 이 명칭은 의미가 바뀌어 전체 조지아 영역을 뜻하는 말이 되어 1008년 바그라트 3세 시대에 카르틀리-압하제티가 정치적 통합을 이루게 된다. 그러나 13세기 초에 이르러서야 이 말은 완전히 공식적으로 쓰기에 된다.
15세기에 조지아 왕국이 카르틀리, 카헤티, 이메레티 세 왕국과 삼츠헤, 밍그렐리아, 구리아, 스바네티, 압하지아 다섯 공국으로 분열되는 격변기를 겪는 이후에도 조지아의 통일에 대한 기억과 희망은 계속 남았다. 그런 이유로 카르틀리의 후기 임금들은 자신들이 주장하는 조지아 전체의 적법한 후계 군주라는 칭호를 버리지 않았다. 전체 조지아의 통일이라는 사상은 18세기 초 조지아의 학자이자 왕족 출신인 바쿠슈티 공의 역사서인 조지아 왕국 설명에서도 강조되며, 이 책은 이후 '사카르트벨로'에 대한 개념에 중요한 영향을 끼친다. 바쿠슈티의 시대에도 조지아는 여러 왕국과 공국이 분립한 상황이었으나, 바쿠슈티는 이들 나라의 과거와 현재를 단일 국가사의 일부로 보았다. 카르틀리-카케티 왕국이 1762년에 재통일되면서, '사카르트벨로'는 조지아 동부의 이 나라를 이르는 공식 명칭이 되었고, 19세기에 러시아 제국의 지배를 받게 되면서 다시 조지아 전체를 이르는 말이 되었다. 1918년 5월 26일, 이 땅에 사카르트벨로 민주 공화국(საქართველოს დემოკრატიული რესპუბლიკა, 사카르트벨로스 데모크라티울리 레스푸블리카)가 들어섰다. 1921년 2월 25일에는 사카르트벨로 소비에트 사회주의 공화국(საქართველოს საბჭოთა სოციალისტური რესპუბლიკა , 사카르트벨로스 사브초타 소치알리스투리 레스푸블리카)이, 1990년 11월 14일에는 '사카르트벨로 공화국'(საქართველოს რესპუბლიკა, 사카르트벨로스 레스푸블리)이 된다. 1995년 헌법에 따르면 이 나라의 공식 국호는 '사카르트벨로'이며, '조지아'는 영어식 표기이다.

## 타칭 지명
유럽어 명칭 '조지아'는 페르시아어-아랍어로 조지아인(gurğ, ğurğ)을 이르는 말에서 비롯되었으며, 이 말이 서유럽 십자군과 성지 순례자들에게 전해져서 '조지아'(또는 Jorgania, Giorginia)가 되었으며, 이름의 기원이 조지아인들이 숭상하는 성 게오르기오스에서 나온 것이라고 설명하게 된다. 자크 드 비트리와 프란츠 페르디난트 폰 트로일로 같은 이들도 이런 식으로 설명했다. 장 카르댕같은 사람들이 퍼뜨린 다른 설명으로 '조지아'를 의미상 그리스어나 라틴어 낱말인 '게오르고스'(γεωργός, '농부'), '게오르기쿠스'(Georgicus, '농업의')와 연결짓는 설도 있다. 이 설명을 지지하는 사람들은 소 플리니우스나 폼포니우스 멜라와 같은 고대 저자들을 언급하기도 한다. 이들 저자들은 '게오르기'(Georgi)를 언급하는데(플리니우스 - IV.26, VI.14; 멜라 - De Sita Orb. i.2, &50; ii.1, & 44, 102.) 이는 그저 농경 부족을 일컫는 말로, 이들이 정착하지 않은 판티카페아 강 건너편(타우리카)의 전원적인 이웃 부족과 이들을 구분하기 위해 붙인 이름이었다.
19세기에 학자들은 이러한 유럽어 기원설에 대해 처음으로 의문을 제기한다. 마리-펠리시테 브로세는 조지아란 이름이 Kuros-Cyrus-Kura-Djurzan를 통해 므트크바리강의 이름에서 나온 것이라고 주장했다. 사실 '조지아'는 신페르시아어 gurğ/gurğān에서 비롯된 시리아어 gurz-ān/gurz-iyān과 아랍어 ĵurĵan/ĵurzan을 11세기나 12세기에 차용한 말로 보이며, 신페르시아어 낱말 자체는 고대 이란어와 중세 페르시아어로 기원을 알 수 없는 vrkān/waručān에서 나온 듯 한데 이 말은 동부 트란스카스피의 지명 고르간(Gorgan, 중세 페르시아어로 '늑대들의 땅'을 뜻하는 varkâna에서 나온 말)과 비슷하다. 이 말은 옛 아르메니아어 Virk'(Վիրք)와 어원이 같은 듯 하며, 그리스-로마식 표기인 이베리(Ἴβηρες, 이베리아반도의 이베리아인을 이르는 말로 이미 알려진 이름이다)의 기원일 수도 있다.
러시아어 타칭 지명인 '그루지야'(Грузия)도 페르시아어-아랍어에서 나온 말이다. 이 말은 1389년 이그나티 스몰냐닌의 여행 기록에서는 구르지(гурзи)로, 1466~1472년의 아파나시 니키틴의 기록에서는 '구르진스카야 젬랴'(Гурзыньская земля, '구르진 땅')이라고 나온다.
이 러시아어 표기는 현대 히브리어 '그루지아'(גרוזיה)로 전해졌다. 이 낱말은 '게오르기아'(גאורגיה)와 '구르지아'(גורג'יה)와 같이 쓰였으나, 1970년대에 '그루지아'가 대세가 되는데, 아마도 당시 2개 언어를 구사하는 조지아-러시아 유대인들이 대량 이주한 것 때문인듯 하다. 2005년 8월에 주이스라엘 조지아 대사 라샤 즈바니아는 히브리어 구사자들에게 '구르지야' 대신 '게오르기아'로 불러줄 것을 요청했다. 또 2009년 12월, 조지아 정부는 리투아니아에 '그루지야'(Gruzija) 대신 '게오르기야'(Georgija)로 불러줄 것을 공식 요청하였고, 이 요청은 리투아니아어 위원회에 전달되었다.
2010년 대한민국 정부는 조지아 정부의 요청에 따라 조지아의 한국어 국명을 러시아어에서 유래된 이름인 '그루지야' 대신 영어 이름인 '조지아'로 변경하기로 결정했다. 2015년 4월 일본 정부는 조지아 정부의 요청에 따라 조지아의 일본어 국명을 러시아어에서 유래된 이름인 '구루지아'(グルジア)에서 영어에서 유래된 '조지아'(ジョージア)로 변경하기로 결정했다.

## 같이 보기
- 그리스의 이름